# DJ Snake
William Sami Étienne Grigahcine (phát âm tiếng Pháp: [wiljam sami etjɛn ɡʁiɡasin], sinh ngày 13 tháng 6 năm 1986) hay còn được biết đến với nghệ danh DJ Snake là một DJ, nhà sản xuất âm nhạc và nghệ sĩ thu âm người Pháp gốc Algeria.
DJ Snake lần đầu ra mắt với các đĩa đơn "Bird Machine" và "Turn Down for What" vào năm 2013.

## Thời thơ ấu
William Sami Étienne Grigahcine sinh ra trong một gia đình có cha mẹ là người Algérie. Gia đình anh sống ở Ermont, gần Paris.

## Danh sách album
- Encore (2016)
- Carte Blanche (2019)
- Nomad (2025)[11]